# Jean-Marie Moncelet
Jean-Marie Moncelet, né le 1er mai 1947, est un acteur québécois spécialisé dans le doublage. Il double régulièrement les acteurs William Hurt, Robert De Niro, Steve Martin, Eugene Levy et Jon Voight.

## Filmographie

### Cinéma
- 1990 : Ding et Dong, le film
- 1994 : Le Vent du Wyoming
- 2000 : La Vie après l'amour
- 2003 : Comment ma mère accoucha de moi durant sa ménopause
- 2003 : 20h17 rue Darling
- 2008 : Martyrs

### Télévision
- 1984 : Entre chien et loup : Xavier de Bergeron
- 1988 : La Maison Deschênes
- 1996 : Les Cinq Dernières Minutes épisode 142 , Dernier cri
- 2000 : Chartrand et Simonne
- 2001 : Fortier
- 2006 : Marie-Antoinette

## Doublage

### Longs métrages
- William Hurt dans : 
  - L'Archange (1996) : Frank Quinlan
  - Perdus dans l'espace (1998) : John Robinson
  - Cité obscure (1998) : Inspecteur Frank Bumstead
  - Les Rênes du pouvoir (1999) : William Blake Pellarin
  - Sunshine (1999) : Andor Knorr
  - Changement de Voie (2002) : Sponsor
  - Le Village (2004) : Edward Walker
  - A History of Violence (2005) : Richie Cusack
  - Syriana (2005) : Stan
  - Le Royaume Imaginaire (2005) : Dr Peter Reed
  - Le Bon Berger (Raisons d'État) (2006) : Philip Allen, directeur de la CIA
  - Monsieur Brooks (2007) : Marshall
  - Vers l'inconnu (2007) : Walt McCandless
  - L'Incroyable Hulk (2008) : Général Thaddeus 'Thunderbolt' Ross
  - Conte d’hiver (2014) : Isaac Penn
  - 10 secondes de liberté (2016) : Jeremiah Mahoney
  - Captain America: Civil War (2016) : Général Thaddeus "Thunderbolt" Ross
  - La Saison miracle (2016) : Ernie Found
  - Avengers : La Guerre de l'infini (2018) : General Thaddeus ‘Thunderbolt’ Ross
- Robert De Niro dans :
  - Tension (1995) : Neil McCauley
  - Sleepers (1996) : Père Bobby
  - Les Aventures de Rocky et Bullwinkle (2000) : le chef sans peur
  - Le Grand Coup (2001) : Nick
  - Flics en direct (2002) : Mitch Preston
  - Une ville près de la mer (2002) : Vincent LaMarca
  - L'autre belle-famille (2004) : Jack Byrnes
  - Arthur et les Minimoys (2006) : le Roi des minimoys (voix)
  - Qu'est-ce qui m'arrive (2008) : Ben
  - Le Bon côté des choses (2012) : Pat Solitano Sr.
  - La Famille (2013) : Fred Blake / Giovanni Manzoni
  - Virée a Vegas (2013) : Paddy
  - Arnaque à l'américaine (2013) : Victor Tellegio
  - Combat revanche (2013) : Billy ‘The Kid’ McDonnen
  - Le Porteur (2014) : Dragna
  - Joy (2015) : Rudy
  - Le Stagiaire (2015) : Ben
  - Mains de pierre (2016) : Ray Ariel
  - Sale grand-pere (2016) : Dick Kelly
  - Joker (2019) : Murray Franklin
- Steve Martin dans :
  - Mon coin de paradis (1990) : Vincent Antonella
  - Le Père de la mariée, Tome 2 (1995) : George S. Banks
  - Remue-ménage (2003) : Peter Sanderson
  - Moins cher la douzaine (2003) : Tom Baker
  - Le Rayon des Gants (2005) : Ray Porter
  - Moins cher la douzaine 2 (2005) : Tom Baker
  - La Panthère rose (2006) : Inspector Jacques Clouseau
  - La Panthère rose 2 (2009) : Inspector Jacques Clouseau
  - Fin de mi-temps pour le soldat Billy Lynn (2016) : Norm
- Eugene Levy dans :
  - Rester à l'écoute (1992) : Crowley
  - Les Premiers Colons (1998) : Guy Fontenot
  - Folies de graduation (1999) : Noah Levenstein
  - Les Deux Pieds sur Terre (2001) : Keyes
  - Folies de graduation 2 (2001) : Noah Levenstein
  - Dupli-Kate (2002) : Jonas Fromer / Repli-Jonas
  - Plusse cloche et très zidiot (2003) : Collins
  - Escapade à New York (2004) : Max Lomax
  - Le Boss (2005) : Andy Fiddler
  - Gooby (2009) : Gooby (voix)
  - Une nuit au musée : La Bataille du Smithsonian (2009) : Einstein(voix)
  - Bienvenue à Schitt's Creek (2015) : Johnny Rose (série télévisée)
- Jon Voight dans :
  - Anaconda, le prédateur (1997) : Paul Sarone
  - Ennemi de l'État (1998) : Thomas Brian Reynolds
  - Un chien des Flandres (1999) : Michel
  - Lara Croft: Tomb Raider (2001) : Lord Henshingly Croft
  - Zoolander (2001) : Larry Zoolander
  - Trésor national (2004) : Patrick Gates
  - Le Candidat mandchou (2004) : Sénateur Thomas Jordan
  - Transformers (2007) : Le secrétaire à la défense John Keller
  - Septembre funeste (2007) : Jacob Samuelson
  - Le Prix de la loyauté (2008) : Francis Tierney Sr.
  - Quatre Noël (2008) : Creighton, le père de Kate
  - La Fuite (2013) : La Voix
  - Les Animaux fantastiques (2016) : Shaw
- James Caan dans :
  - Mickey Belle Gueule (1998) : Frank Vitaly
  - L'Histoire de mon Pere (1999) : Kieran Johnson
  - This Thing of Ours (en) (2003) : Jimmy
  - Le Lutin (2003) : Walter
  - Ca, c’est mon gars (2012) : Pere McNally
- Richard Jenkins dans : 
  - Burn After Reading (2008) : Ted Treffon, le gérant du club de gym, amoureux de Linda
  - Cogan : La Mort en douce (2012) : le chauffeur
  - Jack Reacher (2012) : Alex Rodin
  - White House Down (2013) : Eli Raphelson, le président de la Chambre des représentants
- Kevin McNally dans : 
  - Pirates des Caraïbes : La malédiction de la Perle Noire (2003) : Joshamee Gibbs
  - Pirates des Caraïbes : Le Coffre du mort (2006) : Joshamme Gibbs
  - Pirates des Caraïbes : Jusqu'au bout du monde (2007) : Joshamme Gibbs
  - Pirates des Caraïbes : Les morts ne racontent pas d'histoires (2017) : Joshamme Gibbs
- Robert Wagner dans :
  - Austin Powers (1997) : Numéro 2
  - Austin Powers : Agent Secret 00 Sexe : Numéro 2
  - Austin Powers contre l'homme au membre d'or : Numéro 2
  - Chouette (2006) : Maire Grande
- Jonathan Pryce dans :
  - Glengarry Glen Ross (1992) : James Lingk
  - Renaissance (1998) : Dr Rivers
  - Histoires enchantées (2008) : Marty Bronson
  - G.I Joe : Les Represailles (2013) : le président des États-Unis
- Alan Arkin dans :
  - Le Coupe-Feu (2006) : Arlin Forester
  - Sur les traces du Père Noël 3 : La Clause Force Majeure (2006) : Bud Newman
  - Argo (2012) : Lester Siegel
  - Un lancer à un million de dollars (2014) : Ray
- Clint Eastwood dans :
  - La Fille à un million de dollars (2004) : Frankie Dunn
  - La Mule (2018) : Earl Stone
  - Cry Macho : Le Chemin de la rédemption (2021) : Mike Milo
- M.C. Gainey dans :
  - Air Bagnards (1997) : La Creature des marias
  - Sherif, fais-moi peur (2005) : Rosco Coltrane
- William Sadler dans :
  - L'Homme-fusée (1997) : ‘Wild Bill’ Overbeck
  - Iron Man 3 (2013) : Président Ellis
- Bruce Willis dans :
  - Le Dernier Boy-Scout (1991) : Joe Hallenbeck
  - Fiction pulpeuse (1994) : Butch Coolidge
- Dennis Hopper dans :
  - True Romance (1993) : Clifford Worley
  - Le Territoire des morts (2005) : Kaufman
- Willem Dafoe dans :
  - Aviator (2004) : Roland Sweet
  - Inside Man : L'Homme de l'intérieur (2006) : le captaine John Darius
- 1991 : JFK : X (Donald Sutherland)
- 1994 : Le Masque : Dorian Tyrell (Peter Greene)
- 1994 : Entretien avec un vampire : Santiago (Stephen Rea)
- 1995 : Marche ou crève : vengeance définitive : Simon (Jeremy Irons)
- 1996 : Larry Flint : Chester (Vincent Schiavelli)
- 1996 : Mars Attacks! : Le joueur malpoli de Las Vegas (Danny DeVito)
- 1997 : Jackie Brown : Cherry (Robert Forster)
- 1997 : Hommes en noir : Edgar (Vincent D'Onofrio)
- 1997 : L.A. Confidential : Sergent-inspecteur Jack Vincennes (Kevin Spacey)
- 1999 : Sixième Sens : Dr Hill (M. Night Shyamalan)
- 1999 : Bone Collector : Capitaine Howard Cheney (Michael Rooker)
- 2000 : X-Men : Professeur Charles Xavier (Patrick Stewart)
- 2000 : Les 102 Dalmatiens : Dr Pavlov (David Horovitch (en))
- 2001 : Opération Espadon : Le sénateur Reisman (Sam Shepard)
- 2001 : En territoire ennemi : Amiral Leslie McMahon Reigart (Gene Hackman)
- 2001 : Stalingrad : Colonel Heinz Thorwald (Ed Harris)
- 2001 : Fast and Furious : Dominic Toretto (Vin Diesel)
- 2003 : Moins cher la douzaine : Tom Baker (Steve Martin)
- 2004 : Troie : Agamemnon (Brian Cox)
- 2005 : Zig Zag, l'étalon zébré : Woodzie (M. Emmet Walsh)
- 2005 : Sin City : Marv (Mickey Rourke)
- 2005 : Otage : Walter Smith : (Kevin Pollak)
- 2005 : Batman: Le Commencement : Carmine Falcone (Tom Wilkinson)
- 2006 : La tribu Tobby : Denning (Paul Rae)
- 2006 : Les Infiltrés : Queenan (Martin Sheen)
- 2006 : Vol 93 : John White (Michael Bofshever)
- 2007 : Gangster américain : Dominic Cattano (Armand Assante)
- 2007 : Harry Potter et l'Ordre du Phénix : Kingsley Shacklebolt (George Harris)
- 2007 : La Nuit nous appartient : Albert « Burt » Grusinsky (Robert Duvall)
- 2008 : Gran Torino : Barbier Martin (John Carroll Lynch)
- 2008 : Frost/Nixon : Richard Nixon (Frank Langella)
- 2012 : Argo : Lester Siegel (Alan Arkin)
- 2016 : Orgueil et Préjugés et Zombies : Mr Bennet (Charles Dance)
- 2018 : Carnage chez les Joyeux Touffus : Le Puppet docteur (Allan Trautman) (voix)

### Animation
- 1999 : Fantasia 2000 : Steve Martin
- 2003 : Atlantis : Le Retour de Milo : Carnaby
- 2003 : Le monde de Nemo : Ancre
- 2007 : Ratatouille : Auguste Gusteau
- 2012 : Zambezia : Sekhuru
- 2014 : Les Avions : Les Pompiers du ciel : Harvey
- 2016 : Comme des bêtes : Tiberius
- 2017 : L'Étoile de Noël : Vieil ane